# Classifiche del campionato italiano open di ultimate frisbee
Non sono disponibili dati precisi per le edizioni del Campionato italiano open di ultimate frisbee precedenti al 2001. La stagione inaugurale fu disputata nel 1988 e fu vinta dal Cotarica dopo aver disputato la finale con gli Ultireds Milano.

## CIU Open 2001
La stagione 2001, consistente in un'unica categoria di 8 squadre vinta dal Cotarica di Rimini, fu disputata in due giornate (19-20 maggio 2001) a Prato. Si aggiudicarono lo spirito del gioco Flying Bisc (Prato/Firenze) e Zacapa (Modena).
| Seeding | Squadra           | Società                        | Città         | Note                                            |
| ------- | ----------------- | ------------------------------ | ------------- | ----------------------------------------------- |
| 1       | Cotarica          | Libera Società del Frisbee     | Rimini        | Campione d'Italia                               |
| 2       | Bradipi           | Ultimate Frisbee Cesena        | Cesena        |                                                 |
| 3       | La Fotta          | C.U.S. Bologna                 | Bologna       |                                                 |
| 4       | Voladora          | A.S.D. Voladora                | Parma         |                                                 |
| 5       | Mucche al Pascolo | A.S.D. Ultimate Bergamo        | Bergamo       |                                                 |
| 6       | Ultimate Milano   | A.S. Flying Disc Martesana     | Milano        |                                                 |
| 7       | Flying Bisc       | Tuscan Flying Bisc Association | Prato/Firenze | 1º posto S.O.T.G. a pari merito con Zacapa      |
| 8       | Zacapa            | C.U.S. Modena                  | Modena        | 1º posto S.O.T.G. a pari merito con Flying Bisc |

## CIU Open 2002
Alla stagione 2002 disputata a Parma il 1-2 giugno 2002, vinta dal Cotarica di Rimini, parteciparono 12 squadre. Si aggiudicò il premio per lo spirito del gioco la squadra Canieporci di Imola.
| Seeding | Squadra           | Società                           | Città         | Note              |
| ------- | ----------------- | --------------------------------- | ------------- | ----------------- |
| 1       | Cotarica          | Libera Società del Frisbee        | Rimini        | Campione d'Italia |
| 2       | La Fotta          | C.U.S. Bologna                    | Bologna       |                   |
| 3       | Mucche al Pascolo | A.S.D. Ultimate Bergamo           | Bergamo       |                   |
| 4       | Ultimate Milano   | A.S. Flying Disc Martesana        | Milano        |                   |
| 5       | Bradipi           | Ultimate Frisbee Cesena           | Cesena        |                   |
| 6       | Flying Bisc       | Tuscan Flying Bisc Association    | Prato/Firenze |                   |
| 7       | Barbastreji       | A.S. Padova Ultimate Frisbee      | Padova        |                   |
| 8       | Voladora          | A.S.D. Voladora                   | Parma         |                   |
| 9       | Spaccamadoni      | Ultimate Frisbee Fano Association | Fano          |                   |
| 10      | Zacapa            | C.U.S. Modena                     | Modena        |                   |
| 11      | Frisbeestika      | Ultimate Frisbee Fidenza          | Fidenza       |                   |
| 12      | Canieporci        | A.S.D. Ultimate Frisbee Imola     | Imola         | 1º posto S.O.T.G. |

## CIU Open 2003
Il campionato disputato a Fano il 10-11 maggio 2003 vide la partecipazione di 13 squadre, si aggiunse infatti una seconda squadra di Rimini (Scadour). I club Cotarica di Rimini e Barbastreji di Padova si aggiudicarono rispettivamente il titolo di Campione d'Italia ed il premio per lo spirito del gioco.
| Seeding | Squadra           | Società                           | Città         | Note              |
| ------- | ----------------- | --------------------------------- | ------------- | ----------------- |
| 1       | Cotarica          | Libera Società del Frisbee        | Rimini        | Campione d'Italia |
| 2       | La Fotta          | C.U.S. Bologna                    | Bologna       |                   |
| 3       | Bradipi           | Ultimate Frisbee Cesena           | Cesena        |                   |
| 4       | Mucche al Pascolo | A.S.D. Ultimate Bergamo           | Bergamo       |                   |
| 5       | Ultimate Milano   | A.S. Martesana Flying Disc        | Milano        |                   |
| 6       | Flying Bisc       | Tuscan Flying Bisc Association    | Prato/Firenze |                   |
| 7       | Voladora          | A.S.D. Voladora                   | Parma         |                   |
| 8       | Barbastreji       | A.S. Padova Ultimate Frisbee      | Padova        | 1º posto S.O.T.G. |
| 9       | Scadour           | Libera Società del Frisbee        | Rimini        |                   |
| 10      | Spaccamadoni      | Ultimate Frisbee Fano Association | Fano          |                   |
| 11      | Frisbeestika      | Ultimate Frisbee Fidenza          | Fidenza       |                   |
| 12      | Canieporci        | A.S.D. Ultimate Frisbee Imola     | Imola         |                   |
| 13      | Zacapa            | C.U.S. Modena                     | Modena        |                   |

## CIU Open 2004
Il campionato disputato il 26-27 giugno 2004 a Imola fu vinto dal Cotarica di Rimini mentre lo spirito del gioco fu assegnato alla squadra Mucche al Pascolo di Bergamo.
| Seeding | Squadra           | Società                           | Città         | Note              |
| ------- | ----------------- | --------------------------------- | ------------- | ----------------- |
| 1       | Cotarica          | Libera Società del Frisbee        | Rimini        | Campione d'Italia |
| 2       | La Fotta          | C.U.S. Bologna                    | Bologna       |                   |
| 3       | Flying Bisc       | Tuscan Flying Bisc Association    | Prato/Firenze |                   |
| 4       | Ultimate Milano   | A.S. Flying Disc Martesana        | Milano        |                   |
| 5       | Scadour           | Libera Società del Frisbee        | Rimini        |                   |
| 6       | Spaccamadoni      | Ultimate Frisbee Fano Association | Fano          |                   |
| 7       | Canieporci        | A.S.D. Ultimate Frisbee Imola     | Imola         |                   |
| 8       | Barbastreji       | A.S. Padova ultimate Frisbee      | Padova        |                   |
| 9       | Voladora          | A.S.D. Voladora                   | Parma         |                   |
| 10      | Mucche al Pascolo | A.S.D. Ultimate Bergamo           | Bergamo       | 1º posto S.O.T.G. |
| 11      | Link Zero         |                                   | Milano        |                   |
| 12      | Zacapa            | C.U.S. Modena                     | Modena        |                   |
| 13      | Cus Bologna 2     | C.U.S. Bologna                    | Bologna       |                   |

## CIU Open 2005
La stagione disputata il 4-5 giugno 2005 a Bologna fu vinta dal Cus Bologna (Bologna) e lo spirito del gioco fu assegnato alla squadra Mucche al Pascolo di Bergamo.
| Seeding | Squadra           | Società                           | Città         | Note              |
| ------- | ----------------- | --------------------------------- | ------------- | ----------------- |
| 1       | La Fotta          | C.U.S. Bologna                    | Bologna       | Campione d'Italia |
| 2       | Cotarica          | Libera Società del Frisbee        | Rimini        |                   |
| 3       | Scadour           | Libera Società del Frisbee        | Rimini        |                   |
| 4       | Flying Bisc       | Tuscan Flying Bisc Association    | Prato/Firenze |                   |
| 5       | Canieporci        | A.S.D. Ultimate Frisbee Imola     | Imola         |                   |
| 6       | Ultimate Milano   | A.S. Flying Disc Martesana        | Milano        |                   |
| 7       | Mucche al Pascolo | A.S.D. Ultimate Bergamo           | Bergamo       | 1º posto S.O.T.G. |
| 8       | Spaccamadoni      | Ultimate Frisbee Fano Association | Fano          |                   |
| 9       | Cus Bologna 2     | C.U.S. Bologna                    | Bologna       |                   |
| 10      | Barbastreji       | A.S. Padova Ultimate Frisbee      | Padova        |                   |
| 11      | Voladora          | A.S.D. Voladora                   | Parma         |                   |
| 12      | Erotic Gnamba     |                                   | Rimini        |                   |
| 13      | Frasba dal Lac    | A.S.D. Frasba dal Lac             | Como          |                   |
| 14      | Ninein            |                                   | Bologna       |                   |

## CIU Open 2006
La stagione 2006 fu suddivisa in tappe e le finali si disputarono il 23-24 giugno 2006 a Mogliano Veneto. Il titolo fu conquistato dal Cotarica di Rimini mentre la squadra Frasba dal Lac di Como si aggiudicò lo spirito del gioco.
| Seeding | Squadra           | Società                           | Città         | Note              |
| ------- | ----------------- | --------------------------------- | ------------- | ----------------- |
| 1       | Cotarica          | Libera Società del Frisbee        | Rimini        | Campione d'Italia |
| 2       | La Fotta          | C.U.S. Bologna                    | Bologna       |                   |
| 3       | Scadour           | Libera Società del Frisbee        | Rimini        |                   |
| 4       | Canieporci        | A.S.D. Ultimate Frisbee Imola     | Imola         |                   |
| 5       | Ultimate Milano   | A.S. Flying Disc Martesana        | Milano        |                   |
| 6       | Mucche al Pascolo | A.S.D. Ultimate Bergamo           | Bergamo       |                   |
| 7       | Flying Bisc       | Tuscan Flying Bisc Association    | Prato/Firenze |                   |
| 8       | Spaccamadoni      | Ultimate Frisbee Fano Association | Fano          |                   |
| 9       | Barbastreji       | A.S. Padova Ultimate Frisbee      | Padova        |                   |
| 10      | Extradry          | A.S.D. Extradry Ultimate Frisbee  | Venezia       |                   |
| 11      | Frasba dal Lac    | A.S.D. Frasba dal Lac             | Como          | 1º posto S.O.T.G. |
| 12      | Cus Bologna 2     | C.U.S. Bologna                    | Bologna       |                   |
| 13      | 45 Giri           | A.S. 45 Giri Frisbee Forlì        | Forlì         |                   |
| 14      | Voladora          | A.S.D. Voladora                   | Parma         |                   |

## CIU Open 2007
Dal 2007 il campionato fu nuovamente disputato in due sole giornate. Il 23-24 giugno 2007 il Cotarica di Rimini conquistò il titolo di Campione d'Italia mentre il premio per lo spirito del gioco fu assegnato alla squadra veneziana Extradry.
| Seeding | Squadra           | Società                           | Città         | Note              |
| ------- | ----------------- | --------------------------------- | ------------- | ----------------- |
| 1       | Cotarica          | Libera Società del Frisbee        | Rimini        | Campione d'Italia |
| 2       | Flying Bisc       | Tuscan Flying Bisc Association    | Prato/Firenze |                   |
| 3       | Mucche al Pascolo | A.S.D. Ultimate Bergamo           | Bergamo       |                   |
| 4       | Ultimate Milano   | A.S. Flying Disc Martesana        | Milano        |                   |
| 5       | La Fotta          | C.U.S. Bologna                    | Bologna       |                   |
| 6       | Canieporci        | A.S.D. Ultimate Frisbee Imola     | Imola         |                   |
| 7       | Scadour           | Libera Società del Frisbee        | Rimini        |                   |
| 8       | Spaccamadoni      | Ultimate Frisbee Fano Association | Fano          |                   |
| 9       | Barbastreji       | A.S. Padova Ultimate Frisbee      | Padova        |                   |
| 10      | Cus Bologna 2     | C.U.S. Bologna                    | Bologna       |                   |
| 11      | Voladora          | A.S.D. Voladora                   | Parma         |                   |
| 12      | BeeFree           | Associazione Ultimate Torino      | Torino        |                   |
| 13      | Ultimate Pirates  | Tuscan Flying Bisc Association    | Viareggio     |                   |
| 14      | Extradry          | A.S.D. Extradry Ultimate Frisbee  | Venezia       |                   |
| 15      | 45 Giri           | A.S. 45 Giri Frisbee Forlì        | Forlì         |                   |
| 16      | Frasba dal Lac    | A.S.D. Frasba dal Lac             | Como          | 1º posto S.O.T.G. |
| 17      | U.F.O.            | Polisportiva Oltrefersina         | Trento        |                   |

## CIU Open 2008
Tra il 31 maggio e il 1º giugno 2008 a Imola si assistette allo stesso risultato dell'anno precedente: vittoria del Cotarica di Rimini e spirito del gioco assegnato alla squadra Extradry di Venezia.
| Seeding | Squadra           | Società                           | Città         | Note              |
| ------- | ----------------- | --------------------------------- | ------------- | ----------------- |
| 1       | Cotarica          | Libera Società del Frisbee        | Rimini        | Campione d'Italia |
| 2       | La Fotta          | C.U.S. Bologna                    | Bologna       |                   |
| 3       | Flying Bisc       | Tuscan Flying Bisc Association    | Prato/Firenze |                   |
| 4       | Canieporci        | A.S.D. Ultimate Frisbee Imola     | Imola         |                   |
| 5       | Ultimate Milano   | A.S. Flying Disc Martesana        | Milano        |                   |
| 6       | Mucche al Pascolo | A.S.D. Ultimate Bergamo           | Bergamo       |                   |
| 7       | Spaccamadoni      | Ultimate Frisbee Fano Association | Fano          |                   |
| 8       | Cus Bologna 2     | C.U.S. Bologna                    | Bologna       |                   |
| 9       | Frasba dal Lac    | A.S.D. Frasba dal Lac             | Como          |                   |
| 10      | BeeFree           | Associazione Ultimate Torino      | Torino        |                   |
| 11      | Extradry          | A.S.D. Extradry Ultimate Frisbee  | Venezia       | 1º posto S.O.T.G. |
| 12      | Voladora          | A.S.D. Voladora                   | Parma         |                   |
| 13      | Ultimate Pirates  | Tuscan Flying Bisc Association    | Viareggio     |                   |
| 14      | Cus Bologna 3     | C.U.S. Bologna                    | Bologna       |                   |
| 15      | Cus Bologna 4     | C.U.S. Bologna                    | Bologna       |                   |
| 16      | Ultimate Milano 2 | A.S. Flying Disc Martesana        | Milano        |                   |
| 17      | Bintars           | Polisportiva Codroipo             | Udine         |                   |

## CIU Open 2009
Dal 2009 le categorie diventarono due (divisione Open Elite e divisione Open) senza una regolamentazione riguardo al passaggio tra le categorie: si trattava di un campionato ad iscrizione libera dei club affiliati alla F.I.F.D. (Federazione Italiana Flying Disc). La divisione Open Elite iniziò dunque a rappresentare il livello più alto dell'ultimate italiano. Dal 2009 i campionati italiani di ultimate e di freestyle iniziarono ad essere disputati in parallelo.
Il 27-28 giugno 2009 la squadra toscana Flying Bisc conquistò il titolo di Campione d'Italia mentre Cotarica Homeless (Rimini) e Windy Aosta (Aosta) conquistarono il premio per lo spirito del gioco nelle rispettive categorie. La divisione Open fu vinta dalla squadra Cusb Zero51 di Bologna.
| Seeding | Squadra (Open Elite) | Società                           | Città         | Note                                   |
| ------- | -------------------- | --------------------------------- | ------------- | -------------------------------------- |
| 1       | Flying Bisc          | Tuscan Flying Bisc Association    | Prato/Firenze | Campione d'Italia                      |
| 2       | Cotarica Homeless    | Libera Società del Frisbee        | Rimini        | 1º posto S.O.T.G. divisione Open Elite |
| 3       | Cusb La Fotta        | C.U.S. Bologna                    | Bologna       |                                        |
| 4       | Cotarica Piligrims   | Libera Società del Frisbee        | Rimini        |                                        |
| 5       | Mucche al Pascolo    | A.S.D. Ultimate Bergamo           | Bergamo       |                                        |
| 6       | Ultimate Milano      | A.S. Flying Disc Martesana        | Milano        |                                        |
| Seeding | Squadra (Open)       | Società                           | Città         | Note                                   |
| 1       | Cusb Zero51          | C.U.S. Bologna                    | Bologna       | 1º posto divisione Open                |
| 2       | Frasba dal Lac       | A.S.D. Frasba dal Lac             | Como          |                                        |
| 3       | Barbastreji          | A.S. Padova Ultimate Frisbee      | Padova        |                                        |
| 4       | Spaccamadoni         | Ultimate Frisbee Fano Association | Fano          |                                        |
| 5       | Canieporci           | A.S.D. Ultimate Frisbee Imola     | Imola         |                                        |
| 6       | DiscoStu             | C.U.S. Modena                     | Modena        |                                        |
| 7       | Ultimate Pirates     | Tuscan Flying Bisc Association    | Viareggio     |                                        |
| 8       | BeeFree              | Associazione Ultimate Torino      | Torino        |                                        |
| 9       | Voladora             | A.S.D. Voladora                   | Parma         |                                        |
| 10      | Ultimate Milano B    | A.S. Flying Disc Martesana        | Milano        |                                        |
| 11      | Jokers               | Polisportiva Budrio               | Budrio        |                                        |
| 12      | 45 Giri              | A.S. 45 Giri Frisbee Forlì        | Forlì         |                                        |
| 13      | U.F.O.               | Polisportiva Oltrefersina         | Trento        |                                        |
| 14      | Cusb Junior          | C.U.S. Bologna                    | Bologna       |                                        |
| 15      | Windy Aosta          | A.S.D. Ultimate Valle d'Aosta     | Aosta         | 1º posto S.O.T.G. divisione Open       |

## CIU Open 2010
Ad Imola il 29-30 maggio 2010 si disputò il campionato vinto dal Cusb La Fotta (Bologna) e con assegnazione dello spirito del gioco a BeeFree (Torino) per la divisione Open Elite ed Extradry (Venezia) per la divisione Open. I Canieporci di Imola vinsero la divisione Open.
| Seeding | Squadra (Open Elite)    | Società                           | Città               | Note                                   |
| ------- | ----------------------- | --------------------------------- | ------------------- | -------------------------------------- |
| 1       | Cusb La Fotta           | C.U.S. Bologna                    | Bologna             | Campione d'Italia                      |
| 2       | Cotarica                | Libera Società del Frisbee        | Rimini              |                                        |
| 3       | Mucche al Pascolo       | A.S.D. Ultimate Bergamo           | Bergamo             |                                        |
| 4       | Ultimate Milano         | A.S. Flying Disc Martesana        | Milano              |                                        |
| 5       | Flying Bisc             | Tuscan Flying Bisc Association    | Prato/Firenze       |                                        |
| 6       | Cusb Zero51             | C.U.S. Bologna                    | Bologna             |                                        |
| 7       | BeeFree                 | Associazione Ultimate Torino      | Torino              | 1º posto S.O.T.G. divisione Open Elite |
| 8       | Spaccamadoni            | Ultimate Frisbee Fano Association | Fano                |                                        |
| 9       | Barbastreji             | A.S. Padova Ultimate Frisbee      | Padova              |                                        |
| 10      | Frasba dal Lac          | A.S.D. Frasba dal Lac             | Como                |                                        |
| Seeding | Squadra (Open)          | Società                           | Città               | Note                                   |
| 1       | Canieporci              | A.S.D. Ultimate Frisbee Imola     | Imola               | 1º posto divisione Open                |
| 2       | Extradry                | A.S.D. Extradry Ultimate Frisbee  | Venezia             | 1º posto S.O.T.G. divisione Open       |
| 3       | DiscoStu                | C.U.S. Modena                     | Modena              |                                        |
| 4       | Ultimate Pirates        | Tuscan Flying Bisc Association    | Viareggio           |                                        |
| 5       | L.S.D.                  | Libera Società del Frisbee        | Rimini              |                                        |
| 6       | Jokers                  | Polisportiva Budrio               | Budrio              |                                        |
| 7       | 45 Giri                 | A.S. 45 Giri Frisbee Forlì        | Forlì               |                                        |
| 8       | Ultimate Milano B       | A.S. Flying Disc Martesana        | Milano              |                                        |
| 9       | Cusb Swing Drunken Disc | C.U.S. Bologna                    | Bologna             |                                        |
| 10      | Masi Alligators         | A.S.D. Polisportiva Giovanni Masi | Casalecchio di Reno |                                        |
| 11      | BeeFree B               | Associazione Ultimate Torino      | Torino              |                                        |
| 12      | Windy Aosta             | A.S.D. Ultimate Valle d'Aosta     | Aosta               |                                        |

## CIU Open 2011
Nel 2011 le categorie furono rinominate Open Serie A (ex Open Elite) e Open Serie B (ex Open) e venne introdotta una regolamentazione per il passaggio di categoria (promozione-retrocessione). Il titolo fu conquistato dal Cotarica di Rimini dopo la finale vinta per 15 a 14 contro il Cusb La Fotta di Bologna mentre Mucche al Pascolo (Bergamo) ed Extradry (Venezia) ricevettero il premio per lo spirito del gioco nelle rispettive categorie. La squadra Canieporci di Imola fu promossa in Serie A mentre Barbastreji di Padova fu retrocessa in Serie B. I Frasba dal Lac di Como raggiunsero la salvezza dopo i playoff giocati con la Serie B nonostante la sconfitta in finale da parte dei campioni della serie cadetta, i Canieporci. Il Cus Brescia Bubba (Brescia) è stato inserito solo nei playoff di Serie B. La stagione fu nuovamente disputata in tappe e le finali si giocarono a Parma il 25-26 giugno 2011.
| Seeding | Squadra                | Società                           | Città               | Divisione    | Note                                                                    |  |
| ------- | ---------------------- | --------------------------------- | ------------------- | ------------ | ----------------------------------------------------------------------- |  |
| 1       | Cotarica               | Libera Società del Frisbee        | Rimini              | Open Serie A | Campione d'Italia                                                       |  |
| 2       | Cusb La Fotta          | C.U.S. Bologna                    | Bologna             | Open Serie A |                                                                         |  |
| 3       | Flying Bisc            | Tuscan Flying Bisc Association    | Prato/Firenze       | Open Serie A |                                                                         |  |
| 4       | Spaccamadoni           | Ultimate Frisbee Fano Association | Fano                | Open Serie A |                                                                         |  |
| 5       | Mucche al Pascolo      | A.S.D. Ultimate Bergamo           | Bergamo             | Open Serie A | 1º posto S.O.T.G. Serie A                                               |  |
| 6       | BeeFree                | Associazione Ultimate Torino      | Torino              | Open Serie A |                                                                         |  |
| 7       | Cusb Zero51            | C.U.S. Bologna                    | Bologna             | Open Serie A |                                                                         |  |
| 8       | Ultimate Milano        | A.S. Flying Disc Martesana        | Milano              | Open Serie A |                                                                         |  |
| 9       | Canieporci             | A.S.D. Ultimate Frisbee Imola     | Imola               | Open Serie B | {\displaystyle \triangle } Promozione in Serie A                        |  |
| 10      | Frasba dal Lac         | A.S.D. Frasba dal Lac             | Como                | Open Serie A | {\displaystyle \Diamond } Salvezza                                      |  |
| 11      | Barbastreji            | A.S. Padova Ultimate Frisbee      | Padova              | Open Serie A | {\displaystyle {\mathcal {5}}} Retrocessione in Serie B                 |  |
| 12      | Extradry               | A.S.D. Extradry Ultimate Frisbee  | Venezia             | Open Serie B | {\displaystyle \Diamond } Mancata promozione, 1º posto S.O.T.G. Serie B |  |
| 13      | Cus Brescia B.U.B.B.A. | C.U.S. Brescia                    | Brescia             | Beginners    |                                                                         |  |
| 14      | U.F.O.                 | Polisportiva Oltrefersina         | Trento              | Open Serie B |                                                                         |  |
| 15      | DiscoStu               | C.U.S. Modena                     | Modena              | Open Serie B |                                                                         |  |
| 16      | Voladora               | A.S.D. Voladora                   | Parma               | Open Serie B |                                                                         |  |
| 17      | Masi Alligators        | A.S.D. Polisportiva Giovanni Masi | Casalecchio di Reno | Open Serie B |                                                                         |  |
| 18      | Cusb Red Bulls         | C.U.S. Bologna                    | Bologna             | Open Serie B |                                                                         |  |

## CIU Open 2012
L'edizione del 2012 vide la vittoria del Cusb La Fotta in finale con i Flying Bisc e l'assegnazione di un unico premio per lo spirito del gioco alla squadra Barbastreji.
| Seeding | Squadra                | Società                           | Città               | Divisione    | Note                                                                    |
| ------- | ---------------------- | --------------------------------- | ------------------- | ------------ | ----------------------------------------------------------------------- |
| 1       | Cusb La Fotta          | C.U.S. Bologna                    | Bologna             | Open Serie A | Campione d'Italia                                                       |
| 2       | Flying Bisc            | Tuscan Flying Bisc Association    | Prato/Firenze       | Open Serie A |                                                                         |
| 3       | Spaccamadoni           | Ultimate Frisbee Fano Association | Fano                | Open Serie A |                                                                         |
| 4       | Canieporci             | A.S.D. Ultimate Frisbee Imola     | Imola               | Open Serie A |                                                                         |
| 5       | Cotarica               | Libera Società del Frisbee        | Rimini              | Open Serie A |                                                                         |
| 6       | Mucche al Pascolo      | A.S.D. Ultimate Bergamo           | Bergamo             | Open Serie A |                                                                         |
| 7       | Frasba dal Lac         | A.S.D. Frasba dal Lac             | Como                | Open Serie A |                                                                         |
| 8       | Cusb Zero51            | C.U.S. Bologna                    | Bologna             | Open Serie A |                                                                         |
| 9       | Ultimate Pirates       | Tuscan Flying Bisc Association    | Viareggio           | Open Serie B | {\displaystyle \triangle } Promozione in Serie A                        |
| 10      | Barbastreji            | A.S. Padova Ultimate Frisbee      | Padova              | Open Serie B | {\displaystyle \triangle } Promozione in Serie A, Premio unico S.O.T.G. |
| 11      | Ultimate Milano        | A.S. Flying Disc Martesana        | Milano              | Open Serie A | {\displaystyle {\mathcal {5}}} Retrocessione in Serie B                 |
| 12      | BeeFree                | Associazione Ultimate Torino      | Torino              | Open Serie A | {\displaystyle {\mathcal {5}}} Retrocessione in Serie B                 |
| 13      | Extradry               | A.S.D. Extradry Ultimate Frisbee  | Venezia             | Open Serie B |                                                                         |
| 14      | Cus Brescia B.U.B.B.A. | C.U.S. Brescia                    | Brescia             | Open Serie B |                                                                         |
| 15      | U.F.O.                 | Polisportiva Oltrefersina         | Trento              | Open Serie B |                                                                         |
| 16      | Cusb Red Bulls         | C.U.S. Bologna                    | Bologna             | Open Serie B |                                                                         |
| 17      | Jokers                 | Polisportiva Budrio               | Budrio              | Open Serie B |                                                                         |
| 18      | Voladora               | A.S.D. Voladora                   | Parma               | Open Serie B |                                                                         |
| 19      | Masi Alligators        | A.S.D. Polisportiva Giovanni Masi | Casalecchio di Reno | Open Serie B |                                                                         |
| 20      | DiscoStu               | C.U.S. Modena                     | Modena              | Open Serie B |                                                                         |